# Épreuve no 3 des Q School 2018
L'épreuve no 3 des Q School 2018 est un tournoi qualificatif à la saison 2018-2019 de snooker. L'évènement s'est déroulé du 26 au 31 mai 2018 à Burton upon Trent, en Angleterre sur le site du Meadowside Leisure Centre. L'épreuve est organisé par la WPBSA.
Elle permettra à 4 participants sur les 202 inscrits au départ de  devenir professionnels pour 2 ans et donc de pouvoir concourir dans les principaux tournois de snooker internationaux,.

## Format
Les joueurs inscris au tournoi sont chacun assignés à une des 4 sections. Le vainqueur de chaque sections devient professionnel pour 2 ans. Les rencontres se sont jouées au meilleur des sept manches.

## Tableau

### Tour qualificatif
- Fang Xiongman 1-4  Thor Chuan Leong
- Kishan Hirani 4-2  Simon Bedford
- Kuldesh Johal 2-4  Andy Lee
- Ashley Carty 4-2  Himanshu Dinesh Jain

## Centuries
- 135, 103  Kuldesh Johal
- 131  Mitchell Mann
- 130  Fang Xiongman
- 129  Brian Ochoiski
- 122  James Silverwood
- 121  Wang Zepeng
- 121  Michael Collumb
- 120  Farakh Ajaib
- 115  Dylan Emery
- 109  Greg Casey
- 108  Andrew Pagett
- 108  Wang Yuchen
- 105, 101  Barry Pinches
- 105  Ashley Carty
- 102  Daniel Womersley
- 101  Jamie Curtis-Barrett
- 101  Leo Fernandez
- 101  Long Zehuang
- 100  Louis Heathcote
- 100  Joel Walker